# Diaphus pallidus
Diaphus pallidus is een straalvinnige vissensoort uit de familie van lantaarnvissen (Myctophidae). De wetenschappelijke naam van de soort is voor het eerst geldig gepubliceerd in 1989 door Gjøsaeter.